# Suore di Santa Maria dell'Assunzione
Le Suore di Santa Maria dell'Assunzione (in francese Sœurs de Sainte-Marie de l'Assomption; sigla S.M.A.) sono un istituto religioso femminile di diritto pontificio.

## Storia
La congregazione fu fondata nel 1827 a Privas dal sacerdote Marie-Joseph Chiron con l'aiuto di Adélaïde Bernard: da parroco di Saint-Martin-l'Inférieur, nel 1824 Chiron aveva organizzato una congregazione mariana per le giovani del paese e, nominato cappellano del carcere di Privas, nel 1827 chiese alle giovani di occuparsi dell'assistenza ai malati mentali ivi rinchiusi.
Le primitive costituzioni dell'istituto, basate sulle regole dell'abate Rancé, furono poi riviste e adattate alla regola di sant'Agostino: furono approvate da Pierre-François Bonnel, vescovo di Viviers, nel 1838.
L'istituto ricevette il pontificio decreto di lode il 3 dicembre 1968.

## Attività e diffusione
Le suore si dedicano alla cura delle persone con malattie psichiatriche.
La sede generalizia è a Chamalières.
Alla fine del 2015 l'istituto contava 47 religiose in 3 case.